# Paul Alexis legge un manoscritto a Émile Zola
Paul Alexis legge un manoscritto a Émile Zola è un dipinto a olio su tela (130x160 cm) realizzato tra il 1869 ed il 1870 dal pittore francese Paul Cézanne. È conservato nel Museu de Arte di San Paolo del Brasile.
Il quadro raffigura Paul Alexis, giornalista nonché segretario personale di Zola, mentre legge un manoscritto all'amico scrittore.